# クレアモール

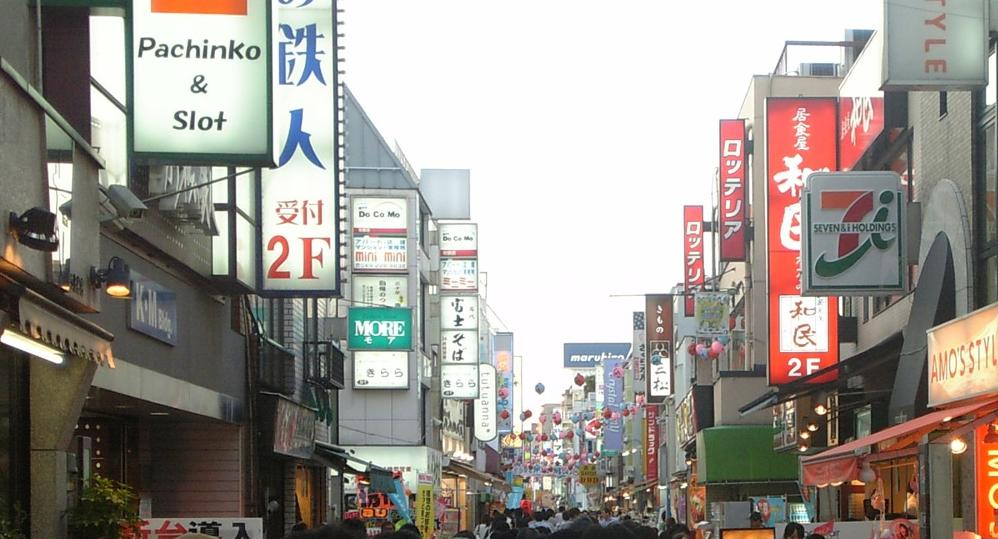
川越駅東口・クレアモール

クレアモール（ラテン文字表記：Crea Mall ）は、埼玉県川越市脇田町から新富町にかけて広がる商店街の総称。東武東上本線・川越線（JR東日本）の川越駅からほぼ真北に1,200mとなる。「クレアモール」は川越新富町商店街と川越サンロード商店街の統一名称であるが、両商店街は別組織である。丸広百貨店川越店もこの通り沿いにある。「クレアモール」の名称の由来は英単語のCreate（創造する）とMall（遊歩道）の混成語である。

## 概要
- かつては埼玉県内で市制施行が最も早かった川越市の中心駅と川越市役所とを結ぶ歴史ある連絡道路（西町通り）であった。

川越の商業の中心は川越一番街など旧市街地にあったが、1964年に丸広百貨店が本店をこの通りに移し、急速に川越の商業の中心となっていった。現在では、特に川越駅から西武新宿線本川越駅までは幅員の狭い中に商店がひしめき、若者向けの店舗が集積することで、原宿竹下通りのような様相を呈している。昼過ぎから夕方の時間帯にかけて歩行者天国化したことで、地元近郊の少年・高校生・年輩の買い物客・観光客などが大勢行き交っており、自転車ですら通行困難な状況となっている。深夜の時間帯も含めて一日中人通りが絶えず、平日、休日ともに商店街の通行量は埼玉県内で1位となっている。
- 商店街としては関東地方有数の集客力を持ち、埼玉県では大宮駅周辺に次ぐ県内第2位の繁華街を形成している。また、埼玉県西部で最も販売額が大きい丸広百貨店川越本店のほかアトレマルヒロもあり、さらに別館を配置するなど丸広百貨店も積極的な投資を行い、大型店と専門店が共存している。
- 近年の日本の都市の中心市街地空洞化の中では例外的に賑っている商店街であり、クレアモールはさらに北に続く大正浪漫夢通り、川越一番街、川越菓子屋横丁などとともに日本のがんばる商店街77選に選ばれている。
- 商店街全域で空間や建築・街路樹の協定を結び、商店街の電線は完全地中化され、本御影石の歩道（店舗とは完全バリアフリー化）やシンボルタワー・案内板が整備されている。また、ホームページを構築してライブカメラを公開し商店街情報等を発信している。
- 防犯のために埼玉県警の警察官がしばしば巡回、防犯カメラも整備されている。防災上の理由もあり、中央部（サンロード商店街と新富町商店街との境界付近）に広場「クレアパーク」が設けられており、祝休日になると興行が開かれる。出演者として商店街の活況のために若い演芸人を起用する試みもある。地元（市・商工会議所・商店街振興組合）が間接的ではあるが大道芸人・ストリートミュージシャンの中から選抜するなど関与が大きい。同様の手法は山形県酒田市のSHIPにも見られる。

クリスマスイルミネーションやクリスマスチャリティーライブにも力を入れている。
- 中心市街地の商店街としてさらに地域振興をどう実現していくか、シャッター通り化に苦しむ各地の商店街から注目を集めている。東京に近く人口も多い川越市なので酒田市の事例と単純に比較はできないが、共に新業態の萌芽である。
- 川越駅周辺・本川越駅周辺とその他主要地区とともに路上喫煙の防止に関する条例の対象地区に指定されている。
- 川越新富町商店街振興組合は、組合員数約160店、南北約800mの商店街(2009/09)、川越サンロード商店街振興組合は、組合員数約50店、南北約300mの商店街である(2009/09)。